# Nile boat

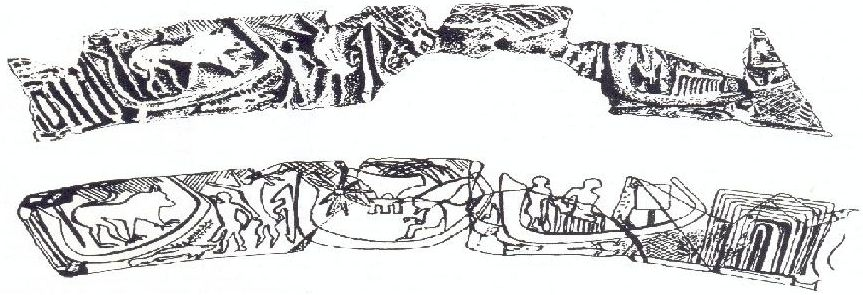
Representación sobre un quemador de incienso de Qustul.

El río Nilo es un recurso importante para las personas que viven junto a él, y lo fue especialmente hace miles de años. El proyecto arqueológico El Salha descubrió abundantes vestigios de un barco que recorría el Nilo que se remontan 3000 años atrás. Se descubrieron pictografías y piedras talladas que indicarían la existencia de un barco más avanzado que una simple canoa. Esta evidencia de un barco avanzado en el Nilo, que incluiría un sistema de dirección, podría haber sido utilizado en dicho río para la pesca y el transporte.

## Descubrimiento
La primera evidencia sobre una antigua embarcación en el Nilo es un pictograma de arte rupestre que data del Mesolítico.El proyecto arqueológico El Salha, del Instituto Italiano de Estudios Africanos y Orientales, lleva trabajando en la región central de Sudán desde el otoño del 2000. La prioridad del proyecto es la arqueología de las culturas mesolítica y neolítica de esta región del valle del Nilo. De gran interés para la arqueología marítima es un túmulo alargado en la orilla oeste del Nilo, a 25 km al sur de Omdurmán. Bajo esta sepultura postmeroítica y los yacimientos que habían sido alterados había una capa compacta y homogénea del Mesolítico de Jartum.Los gasterópodos hallados en esta capa y los análisis por radiocarbono delimitan el periodo entre el 7050 y el 6820 a. C. En la capa mesolítica de Jartum se halló un importante artefacto que es una muestra de la historia primitiva relativa al diseño y la construcción de embarcaciones. Un reconocible bosquejo del barco del Nilo había sido tallado en una piedra de granito. Esta es la representación más antigua que se conoce de un barco en el Nilo, y la descripción más antigua de un barco con un diseño más avanzado que el de una canoa. La datación de esta pictografía contradice en unos 3000 años a las primeras evidencias sobre la existencia de barcos en el Nilo.

## Diseño del barco/ (sistema de) dirección
Algunos detalles y aspectos acerca de la construcción del barco pueden deducirse de la imagen hallada en la piedra de granito, tal como informaron por primera vez D. Usai y S. Salvador en diciembre de 2007. La mitad posterior de la imagen del barco está en muy buen estado de conservación. El sistema de dirección y la cabina están situados aproximadamente en el centro del barco. Se puede diferenciar un sistema de dirección compuesto por una caña colocada en un ángulo superior a 45° con un largo poste que termina en una pala ovoide. La caña y el poste con la pala se fijan en la parte superior de una cruceta vertical. El diseño del barco y del sistema de dirección se asemejan a aquellos pintados en las paredes de las cabañas badarienses y en las vasijas de cerámica. Hay similitudes con algunos barcos representados en los grabados rupestres de Nubia (Sudán); y los pintados en las paredes y la cerámica de las culturas gerzeense y nagadiense del Egipto Predinástico.
«En particular, la imagen de un mecanismo de dirección fijado a un poste vertical insertado en el casco superior de popa se puede encontrar en los barcos de los grabados en piedra de la región de Abka, en la Nubia sudanesa; y en la de Akkad que está al sur de la tercera cascada, en la orilla izquierda del Nilo al norte de Dongola. La pala guardaba un enorme parecido con las del barco de El khab. Este tipo de timón compuesto se usaba todavía en los barcos egipcios construidos durante el periodo del Reino Nuevo. La cabina en forma de cúpula en la parte superior del casco es también una característica bien conocida en las representaciones de barcos que datan del periodo Gerzeense y el Predinástico, en Egipto y Nubia». Se puede decir que el barco del Mesolítico de Jartum representa el fin de importantes proyectos coordinados en el diseño de embarcaciones. Las características específicas del barco representado en la roca del sitio 16 D-5 deben haber sido diseñadas a principios del periodo Mesolítico de Nubia. Este planteamiento en el diseño del casco, la distribución de la cabina y el mecanismo de dirección ha aparecido en barcos miles de años después. Se había considerado la mejor arquitectura posible para las pequeñas y medianas embarcaciones que recorrían el Nilo durante el Mesolítico de Jartum. Considerada la primera y mejor opción en la arquitectura náutica de barcos del Nilo, este diseño continuaría utilizándose habitualmente en la construcción naval durante varios miles de años. Ligeras modificaciones producirían un barco de pesca o uno de carga.

## Barcos de pesca del periodoMesolítico
El uso de barcos en el Nilo durante el periodo Mesolítico había sido propuesto por W. Van en 1989.Y por Peters en 1991 y 1993. Los estudios de la ictiofauna en áreas mesolíticas de la región del centro de Sudán y del bajo Atbara publicados en 1993 llevaron a Peters a suponer que los barcos del Nilo, por su buen diseño, fueron utilizados de manera regular para pescar ejemplares adultos de Synodotis, Bagrus y Lates, especies de aguas abiertas, en lugar de pensar que su pesca se realizaba de manera fortuita en estanques formados por inundaciones estacionales. Lates es la infame perca del Nilo que puede crecer hasta 2 m de longitud y pesar 200 kg. Un pez agresivo de este tamaño requiere un barco de peso mínimo y maniobrabilidad y, por lo tanto, proporciona una estimación indirecta de las dimensiones y el peso de los barcos de pesca del Mesolítico que navegaban por el Nilo sudanés central y la baja Atbara. El diseño del barco representado en la roca del sitio 16 D-5, y deducciones extraídas de la pesca, implican poseer también un nivel mínimo de destreza para la navegación. Surge una pregunta muy importante sobre la construcción del casco. Solo se tiene conocimiento de dos opciones posibles: un casco formado por un tronco grande (de árbol) o que hubiese sido desarrollado con papiro (juncos). La construcción del casco de madera (a base de tablones) no ha podido ser documentada de manera fiel antes de la I dinastía, con los descubrimientos en Tarkhan de tablones de madera procedentes del casco que fueron reutilizados como ataúdes y vigas de techo. Sin embargo, las características arquitectónicas del barco del Mesolítico de Jartum fueron perfeccionadas y puestas en práctica, recibieron una enorme aceptación entre los constructores de barcos egipcios y fueron ampliamente utilizadas en la arquitectura náutica durante los siguientes períodos de la historia egipcia. Las reducidas posibilidades que proporcionaba la balsa hecha de papiro salieron a la luz. La capacidad de la humanidad para aprovechar todos los recursos que ofrecía la amplia cuenca del Alto Nilo y el gran Delta, en el Alto Egipto, había dado un salto cualitativo con el diseño de este «nuevo barco», tal y como se representa en las piedras del Mesolítico de Jartum.

## Nagada II
En el periodo de Nagada II (3500-3200 a. C.), hay características en el diseño de los barcos que recuerdan al barco del Mesolítico de Jartum. El sistema de dirección y la cabina están situados aproximadamente en el centro del barco. Se puede diferenciar un sistema de dirección compuesto por una caña colocada en un ángulo superior a 45° con un largo poste que termina en una pala ovoide. La caña y el poste con la pala se fijan en la parte superior de una cruceta vertical. La roda alta de estos barcos con hojas en la proa, utilizadas en la antigua construcción naval, siempre ha desconcertado a los historiadores. Esta estructura podría ser: a) una rama grande de una especie de árbol de hojas grandes; o b) la fronda de una palmera grande. Cualquiera de las opciones atraparía el viento y proporcionaría a estas embarcaciones una gran capacidad para dirigir y virar durante su recorrido por el Nilo. En el antiguo Egipto, la rama de la palma (símbolo) representaba una larga vida, y el dios Huh, que deificaba la eternidad, a veces llevaba una hoja de palma en cada mano. Las cabinas situadas en medio del barco aparecen representadas tanto en los barcos del periodo Predinástico como en el de Nagada. De hecho, parece ser una característica extendida a lo largo de los siglos en la construcción de barcos egipcios. El sistema de dirección con una caña colocada en un ángulo de 45° se puede identificar en el estilo de arte estilizado que resume las características esenciales del diseño del barco. En algunos barcos, como se muestra en el sitio de arte rupestre de Sabu-Jaddi, un capitán permanece en el techo de la cabina del barco, aparentemente para estar mejor situado para ajustar la caña alta (del timón).Esta representación implica que el diseño de un barco más grande era también una opción para los constructores de barcos del periodo de Nagada.